# Mourad Laachraoui
Mourad Laachraoui (Schaerbeek, 31 de março de 1995) é um taekwondista belga. Conquistou uma medalha de prata na categoria menos de 54 kg na Universíada de Verão de 2015 em Gwangju, Coreia do Sul. Irá representar a Bélgica nos Jogos Olímpicos de Verão de 2016, no Rio de Janeiro, Brasil. É o irmão de Najim Laachraoui, um dos autores dos atentados em Bruxelas em março de 2016.